# Millicent Tanner
Millicent Tanner é uma desportista britânica que compete no ciclismo na modalidade de pista. Ganhou uma medalha de prata no Campeonato Europeu de Ciclismo em Pista de 2020, na prova de velocidade por equipas.

## Medalheiro internacional
| Campeonato Europeu | Campeonato Europeu  | Campeonato Europeu | Campeonato Europeu     |
| Ano                | Lugar               | Medalha            | Competição             |
| ------------------ | ------------------- | ------------------ | ---------------------- |
| 2020               | Plovdiv ( Bulgária) | Medalha de prata   | Velocidade por equipas |